# Digital Distortion
Digital Distortion (с англ. — «Цифровое искажение») — неизданный второй студийный альбом австралийской хип-хоп исполнительницы Игги Азалии, выпуск которого был запланирован сначала на лето 2016 года, затем на июнь 2017 года. Релиз был отменён после того, как исполнительница сменила лейбл в 2018 году. Лид-сингл «Team» был выпущен 18 марта 2016 года. Второй сингл — «Mo Bounce» был представлен 24 марта 2017 года. Третий сингл — «Switch», записанный при участии бразильской певицы Анитты, вышел 19 мая 2017 года.
10 декабря 2014 года, во время обдумывания событий того года и своего прошлого, Азалия анонсировала планы по поводу тура в поддержку её нового альбома через свой аккаунт в «Twitter». В тот же день она объявила название тура — «The Great Escape Tour» и его концепт: исполнительница представляет себя публике как «музыкальное освобождение людей». Игги сказала, что название тура соответствует её будущему альбому. 4 мая 2015 года был выпущен сингл «Pretty Girls» записанный совместно с Бритни Спирс, спродюсированный The Invisible Men, которые ранее уже работали с Игги над материалом её дебютного альбома и его переиздания. В марте 2015 года было объявлено, что тур начнётся осенью, а Азалия сказала, что потратит всё своё свободное время на то, чтобы закончить новый альбом, добавив: «Мне бы хотелось иметь готовый альбом в конце 2015 года». 29 мая 2015 года стало известно, что тур отменяется, и новый тур будет посвящен второму студийному альбому, релиз которого был перенесён на 2016 год. Позже Азалия разъяснила, что у неё были «некоторые творческие перемены» и что она возьмёт перерыв для того, чтобы сфокусироваться на прогрессе её музыкального звучания и визуальной части.

## Запись и разработка
В январе 2015 года Азалия объявила, что начала работу над своим вторым студийным альбомом. В интервью в феврале того же года она объявила, что сфокусировалась на написании песен, у которых не обязательно будут повторы и что это не является целью для её альбома. В том же месяце Джесс Глинн рассказала, что она работает над песней Азалии с The Invisible Men и Николой Робертс: «Я не могу представить кого-то другого, кто будет это использовать. Она что-то добавляет, и это звучит невероятно. Я не знаю, где она будет её использовать, но это потрясающая песня». В марте 2015 года, говоря о направлении нового альбома, Игги говорила, что её дебютная пластинка много раз отталкивалась назад, на протяжении двух лет она «то записывала его, то не записывала», что сильно отразилось на альбоме, «Я говорю о том, что я пыталась сделать его, пыталась прорваться», заключая: «Теперь это уже мой второй альбом, и сейчас у меня такой проблемы нет. Я надеюсь, что это будет чуть быстрее и весело. Мне просто хочется иметь что-то такое летнее и такое девчачье, такое громкое и неординарное».
В июне 2015 года, когда у Азалии спрашивали детали об альбоме, она объяснила, что она прервала шесть месяцев работы для того, чтобы начать с изъяна, позже сказав, что хотела бы добавить больше звуков, которые прежде использовала на своих микстейпах Ignorant Art (2011) и TrapGold (2012). В августе Азалия объявила, что записала уже шесть треков, и что всего в альбоме будет 10 песен. В сентябре Игги сообщила, что сотрудничает с продюсерской компанией D.R.U.G.S., которые ранее работали над её дебютным микстейпом Ignorant Art (2011). В октябре она сказала, что работает в студии с Максом Мартином. В декабре стало известно, что для работы была привлечена Биби Рекса. В феврале 2016 года R.City подтвердили, что также работают с Азалией над её будущим альбомом.
В апреле 2016 года, в интервью для канадского журнала «Elle» она немного рассказала о будущей пластинке: «Я не скажу, что это агрессивный альбом. Он быстрый и весёлый, но уже более взрослый и настроенный. Я не хочу, чтобы люди отодвигали меня от того стиля музыки, который я создаю. В нём есть электроника, цифровое влияние, так что название созвучно. Но мы знаем, что все обо мне говорили в прошлом году. Интересно, что мы живём в веке цифрового искажения, искажаем себя и других, это принципы того, кто мы есть, и никто другой больше не влияет на нашу правоту».

## Релиз и промо
В октябре 2015 года Игги анонсировала название своего будущего альбома — «Digital Distortion». Она также объявила, что он выйдет в следующем году вместе с главным треком — «Azillion», и премьера лид-сингла состоится до его релиза. В декабре она объявила название первого сингла — «Team». В том же месяцы стали доступны отрывки треков «Azillion» и «Team», а также анонсировано название ещё одной песни — «7teen». 8 января 2016 года «Azillion» был выпущен на странице Игги в Soundcloud. Позже была представлена обложка альбома.